# UAO-DLR Asteroid Survey
UAO-DLR Asteroid Survey eller Uppsala-DLR Asteroid Survey, UDAS är ett projekt för att upptäcka och följa upp upptäckter av asteroider och kometer, då särskilt jordnära asteroider och kometer. Man samarbetar med IAU och Spaceguard. Projektet startades 1998.
Projektet är ett samarbete mellan UAO (Uppsala Astronomiska Observatorium) och DLR (Deutsches Zentrum für Luft- und Raumfahrt). Observationerna görs vid Kvistabergs observatorium utanför Uppsala.